# Nekrolog 1976
Nekrolog
◄◄
| ◄
| 1972
| 1973
| 1974
| 1975
| 1976 | 1977 | 1978 | 1979 | 1980 | ► | ►►
1. Quartal |
2. Quartal |
3. Quartal |
4. Quartal 
Weitere Ereignisse | Allgemeiner Nekrolog 1976
Die Beschreibung der verstorbenen Person sollte so kurz wie möglich gehalten sein und nur deren signifikante Tätigkeit(en) enthalten.
Neue Namen ggf. auch unter dem Geburts- und Sterbedatum, also etwa unter 1. Januar und im Geburts- und Sterbejahr (2024) eintragen (nur bei entsprechender großer Wichtigkeit). Für Beispiele siehe die schon vorhandenen Artikel.
Außerdem über die fünf zuletzt Verstorbenen, zu denen es einen ausreichend guten Artikel für eine Präsentation auf der Hauptseite gibt, nach der todesbedingten Überarbeitung der Artikel ggf. auch unter Wikipedia Diskussion:Hauptseite informieren und sie am besten auch in den anderen Wikipedia-Sprachversionen eintragen. Tipp: Regelmäßig bei news.google.de nach „ist tot“, „gestorben“ oder „verstorben“ suchen.
Wenn eine Person gestorben ist, gibt es viele Seiten zu dieser Person in der Wikipedia, die davon auch betroffen sind und entsprechend aktualisiert werden müssen. Beispiele: Namenübersichtsseite, Geburtsjahr, Geburtsort-Seiten und viele mehr.
Wie finde ich die betroffenen Seiten?
Im Suchfeld auf der linken Seite gibt man den Suchbegriff so ein: „Vorname Nachname“. Dann klickt man auf Volltext und alle Seiten mit entsprechendem Suchtext werden aufgerufen. Hier sieht man dann schnell, wo auch das Todesjahr Sinn macht oder sogar ein Teil des Artikels angepasst werden muss. Auch hilft das „Werkzeug“ auf der linken Seite sehr gut, um solche Seiten aufzufinden: „Links auf diese Seite“. Somit ist die Wikipedia wieder aktuell in allen Bereichen! Hinweis: bei Eintragung der Kategorie „Gestorben JAHR“ wird der Missbrauchsfilter 49 ausgelöst, was jedoch nicht schlimm ist. Siehe: Spezial:Missbrauchsfilter/49
Dies ist eine Liste von im Jahr 1976 verstorbenen bekannten Persönlichkeiten. Die Einträge erfolgen innerhalb der einzelnen Daten alphabetisch sortiert. Tiere sind im Nekrolog für Tiere zu finden.
Die Liste ist nach Quartalen aufgeteilt:
- Nekrolog 1. Quartal 1976: Januar, Februar und März
- Nekrolog 2. Quartal 1976: April, Mai und Juni
- Nekrolog 3. Quartal 1976: Juli, August und September
- Nekrolog 4. Quartal 1976: Oktober, November und Dezember

## Datum unbekannt
| Ahmed Khalil Abdul-Jabbar          | saudischer Diplomat                                                                                    |  |
| Ermanno Aebi                       | schweizerisch-italienischer Fußballspieler                                                             |  |
| Max Albert                         | deutscher Schriftsteller                                                                               |  |
| Karl Albrecht                      | deutscher Wirtschaftswissenschaftler                                                                   |  |
| Henry Allen                        | englischer Fußballspieler                                                                              |  |
| Mervyn Allen                       | walisischer Fußballspieler                                                                             |  |
| Otto Appel                         | deutscher Biologe                                                                                      |  |
| Mafory Bangoura                    | guineische Politikerin                                                                                 |  |
| Lina Maria Becker                  | deutsche Politikerin (KPD)                                                                             |  |
| Margherita Beloch Piazzolla        | italienische Mathematikerin                                                                            |  |
| Karin Magdalena Bergquist          | schwedische Schriftstellerin                                                                           |  |
| Hedy Bienenfeld                    | österreichische Schwimmerin                                                                            |  |
| Pieter Blokland                    | niederländischer Bauingenieur                                                                          |  |
| Aldo Borlenghi                     | italienischer Dichter, Italianist und Literaturwissenschaftler                                         |  |
| Edith Boroschek                    | deutsche Konzertsängerin (Sopran) und Gesangspädagogin                                                 |  |
| Francis Borrey                     | französischer Arzt und Politiker                                                                       |  |
| Heinz Brauweiler                   | deutscher Jurist, Schriftsteller und politischer Aktivist                                              |  |
| John Joseph Brennan                | nordirischer Politiker, Mitglied des House of Commons                                                  |  |
| Engelbert Brenter                  | österreichischer Erfinder und Unternehmer                                                              |  |
| Ronald J. C. Broadhurst            | britischer Brigadegeneral und Übersetzer arabischer Literatur                                          |  |
| Ilja Nikolajewitsch Bronschtein    | russischer Mathematiker                                                                                |  |
| Walter Brösamle                    | deutscher Verwaltungsjurist                                                                            |  |
| Ernst Brückner                     | deutscher Jurist, Vizepräsident des Bundesamtes für Verfassungsschutz                                  |  |
| Eva Buhrich                        | deutsch-australische Architektin und Bau-Fachjournalistin                                              |  |
| Karl Burkhart                      | Schweizer Radrennfahrer                                                                                |  |
| Frank Burls                        | englischer Tischtennisspieler                                                                          |  |
| Enrique Carral Icaza               | mexikanischer Architekt                                                                                |  |
| Junior Collins                     | US-amerikanischer Jazz-Hornist                                                                         |  |
| Alphonse Cox                       | belgischer Jazzmusiker                                                                                 |  |
| Horace Crocicchia                  | französischer Kolonialbeamter                                                                          |  |
| Chas Dolne                         | belgischer Jazzmusiker                                                                                 |  |
| Dwight Martin Donaldson            | US-amerikanischer Islamwissenschaftler und Orientalist                                                 |  |
| Jean Douchamps                     | belgischer Jazzmusiker                                                                                 |  |
| Heinrich Ebersberg                 | deutscher Jurist und hoher Ministerialbeamter im Deutschen Reich und in der Bundesrepublik Deutschland |  |
| Arnost Zvi Ehrman                  | Rabbiner und Jurist                                                                                    |  |
| Kurt Elsholz                       | deutscher Fußballspieler                                                                               |  |
| Curt Epstein                       | deutscher Jurist, NS-Opfer und hoher Landesbeamter                                                     |  |
| Hinrich Fokken-Esens               | deutscher Maler                                                                                        |  |
| Pinchas Freudiger                  | ungarischer Fabrikant                                                                                  |  |
| Maurice Frydman                    | indischer Unabhängigkeitskämpfer                                                                       |  |
| Carl Genser                        | deutscher Geologe, Radiologe, Chemiker und Balneologe                                                  |  |
| Heinz Glormus                      | deutscher Badmintonspieler                                                                             |  |
| Irma Goecke                        | deutsche Tapisseriekünstlerin                                                                          |  |
| Ernst Gotthardt                    | deutscher Geodät, Photogrammeter und Universitätsprofessor                                             |  |
| Luise Haarer                       | deutsche Hauswirtschaftslehrerin und Kochbuchautorin                                                   |  |
| Kamal al-Hajj                      | libanesischer Philosoph                                                                                |  |
| Henrich Hansen                     | deutscher Journalist und NS-Propagandist                                                               |  |
| Eugen Häßler                       | deutscher Ringer                                                                                       |  |
| Erwin Hausherr                     | Schweizer panidealistischer Schriftsteller                                                             |  |
| Reinhard Hofbauer                  | deutscher Architekt, Bildhauer und Maler                                                               |  |
| Kurt Hoffmann                      | deutscher Ruderer                                                                                      |  |
| Boris Wsewolodowitsch Ignatowitsch | sowjetischer Fotograf                                                                                  |  |
| Fridolin Jehle                     | deutscher Historiker und Heimatforscher, Bürgermeister                                                 |  |
| Willi Johannsen                    | deutscher Politiker (SSW), MdL                                                                         |  |
| Al Jones                           | US-amerikanischer Jazz-Schlagzeuger                                                                    |  |
| Heinrich Jungebloedt               | deutscher Mosaikkünstler                                                                               |  |
| Walther Kangro                     | deutscher Chemiker                                                                                     |  |
| Engelbert Kaiser                   | deutscher Kirchenmusiker, Komponist und Maler                                                          |  |
| Bagher Kazemi                      | persischer Diplomat und Politiker                                                                      |  |
| Abdyl Këllezi                      | albanischer kommunistischer Politiker                                                                  |  |
| Keo Meas                           | kambodschanischer Politiker                                                                            |  |
| Marija Wassiljewna Kljonowa        | russische Meeresgeologin                                                                               |  |
| Franz Köhl                         | deutscher Militär, Hauptmann in der Deutschen Kolonie Südwestafrika                                    |  |
| Max Kohl                           | deutscher Industrieller und Gerechter unter den Völkern                                                |  |
| Konstantin Kowalski                | sowjetischer Musiker                                                                                   |  |
| Hans Kretschmer                    | deutscher Verleger                                                                                     |  |
| Dorthe Kristoffersen               | grönländische Künstlerin                                                                               |  |
| Herbert Kühn                       | deutscher Bildhauer                                                                                    |  |
| Ludwig Kunz                        | deutsch-niederländischer Autor und Herausgeber                                                         |  |
| Henrietta Larsen                   | US-amerikanische Politikerin                                                                           |  |
| Mihai Levente                      | rumänischer Politiker (PCR), Minister und Botschafter                                                  |  |
| Franz Linken                       | deutscher Fußballspieler und Fußballtrainer                                                            |  |
| Liu Wenhui                         | chinesischer Warlord                                                                                   |  |
| Karl Loewenstein                   | deutscher Privatbankdirektor, Marineoffizier und Überlebender des Holocaust                            |  |
| Endel Loide                        | estnischer Schriftsteller und Journalist                                                               |  |
| Armindo Teixeira Lopes             | portugiesischer Maler                                                                                  |  |
| Schalwa Maglakelidse               | georgischer Politiker und Generalmajor                                                                 |  |
| Nils Harald Magnusson              | schwedischer Geologe                                                                                   |  |
| Christian Mahler                   | dänisch-deutscher Politiker (SSW), MdL                                                                 |  |
| Víctor Alfonso Maldonado           | mexikanischer Botschafter                                                                              |  |
| Michail Wladimirowitsch Matorin    | sowjetischer Grafiker                                                                                  |  |
| Gerhard Mattner                    | deutscher Politiker (DBD)                                                                              |  |
| August Meier                       | deutscher Politiker                                                                                    |  |
| Oskar Mertens                      | Schweizer Landschaftsarchitekt                                                                         |  |
| Else Möckel                        | deutsche Porzellanmalerin                                                                              |  |
| Jim Morahan                        | britischer Filmarchitekt                                                                               |  |
| Ernst Müller-Blensdorf             | deutscher Bildhauer                                                                                    |  |
| Anton Munding                      | deutscher Kunstmaler                                                                                   |  |
| Gordon D. W. Murray                | kanadischer Chirurg                                                                                    |  |
| Nguyễn Ngọc Thơ                    | südvietnamesischer Politiker                                                                           |  |
| Norodom Kantol                     | kambodschanischer Politiker                                                                            |  |
| Noël Oakeshott                     | britische klassische Archäologin                                                                       |  |
| Adolf Max Obermayer                | deutscher Diplomat                                                                                     |  |
| Héctor Germán Oesterheld           | argentinischer Journalist und Schriftsteller                                                           |  |
| Ōkido Sanji                        | japanischer Generalleutnant der Kaiserlich Japanischen Armee im Zweiten Weltkrieg                      |  |
| Alice Orlowski                     | deutsche KZ-Aufseherin in verschiedenen Konzentrationslagern                                           |  |
| August Agbola O’Browne             | Jazzmusiker und Kämpfer der Polnischen Heimatarmee (Armia Krajowa)                                     |  |
| John Kingston O’Donoghue           | britischer Diplomat                                                                                    |  |
| Friedrich Pernitza                 | österreichischer Jurist und Beamter                                                                    |  |
| Christoph von Petz                 | deutscher Architekt und Baubeamter                                                                     |  |
| Ella Philip                        | rumänische Pianistin und Musikpädagogin                                                                |  |
| Jaume Picas i Guiu                 | katalanischer Schriftsteller                                                                           |  |
| Karl Pintschovius                  | deutscher Militärpsychologe                                                                            |  |
| Hella Pöch                         | österreichische Anthropologin und „Rassenforscherin“                                                   |  |
| Paul Raths                         | deutscher polnisch-deutscher Physiologe                                                                |  |
| Fritz Regensburger                 | deutscher Jurist                                                                                       |  |
| Arnold Rehm                        | deutscher Publizist                                                                                    |  |
| János Reismann                     | ungarischer Fotograf und Journalist                                                                    |  |
| Henwar Rodakiewicz                 | US-amerikanischer Dokumentarfilmer und Fotograf                                                        |  |
| Muhammad Sakizli                   | libyscher Politiker, Premierminister von Libyen (1954)                                                 |  |
| Harry Samuels                      | britischer Rechtsanwalt                                                                                |  |
| Antonio Sánchez Acevedo            | mexikanischer Botschafter                                                                              |  |
| Aureliano Sánchez Arango           | kubanischer Erziehungsminister                                                                         |  |
| Angelica Schrader                  | deutsche Metallografin und Materialwissenschaftlerin                                                   |  |
| Joachim Schröder                   | deutscher Paläontologe und Geologe                                                                     |  |
| Heinrich Schwieger-Uelzen          | deutscher Grafiker und Maler                                                                           |  |
| Francesc Serra Castellet           | spanischer Maler                                                                                       |  |
| Salomon Smolianoff                 | russischer Fälscher und Holocaust-Überlebender                                                         |  |
| Ivan Sokolnikoff                   | US-amerikanischer Mathematiker                                                                         |  |
| Sevgi Soysal                       | türkische Schriftstellerin                                                                             |  |
| Jonas Stanislauskas                | litauischer Pädagoge und Schuldirektor in Rukla                                                        |  |
| Rose Stein                         | deutsche Harfenistin und Musikpädagogin                                                                |  |
| Michail Steinberg                  | sowjetischer Schachmeister                                                                             |  |
| Michael Steinbrecher               | deutscher Architekt                                                                                    |  |
| Max Sulzbacher                     | deutsch-britischer Biochemiker                                                                         |  |
| Anthony Sutich                     | Mitbegründer der Transpersonalen Psychologie                                                           |  |
| Ove Svenson                        | schwedisch-dänischer Maler und Lithograph                                                              |  |
| Meg Tevelian                       | Musiker und Bandleader                                                                                 |  |
| Dora Thewlis                       | britische Textilarbeiterin und Suffragette                                                             |  |
| Jean Thompson                      | kanadische Mittelstreckenläuferin                                                                      |  |
| Don Ellis Tjapanangka              | australischer Maler                                                                                    |  |
| Josef Ullrich                      | tschechischer Komponist und Musiker                                                                    |  |
| Unnur Eiríksdóttir                 | isländische Schriftstellerin                                                                           |  |
| Julio Antonio Vásquez              | chilenischer Bildhauer                                                                                 |  |
| Hans Vincenz                       | deutscher Maler                                                                                        |  |
| Bernhard Wessel                    | deutscher Architekt                                                                                    |  |
| Charles Weymann                    | US-amerikanischer Flugpionier und Unternehmer                                                          |  |
| Waldemar Woehl                     | deutscher Herausgeber, Komponist und Musikpädagoge                                                     |  |
| Johann Wüscht                      | deutscher Verbandsfunktionär, Autor und Herausgeber im Königreich Jugoslawien und in Deutschland       |  |
| Yan Jingyue                        | chinesischer Soziologe und Kriminologe                                                                 |  |
| Avraham Yekel                      | israelischer Autor und Holocaust-Überlebender                                                          |  |
| Gotō Yukio                         | japanischer Fußballspieler                                                                             |  |
| Nazīra Zain ad-Dīn                 | libanesisch-syrische Frauenrechtlerin und Feministin                                                   |  |